# 納拉姆辛勝利碑
納拉姆辛勝利碑（Victory Stele of Naram-Sin）是阿卡德帝国時期的石碑浮雕，可追溯到大約公元前2254年至2218年，現藏於巴黎羅浮宮，高200公分，以淺桃色的砂岩雕刻而成，刻有阿卡德語和埃蘭語的楔形文字。它描繪了阿卡德國王納拉姆辛率領阿卡德軍隊戰勝札格羅斯山脈的山民盧盧比人。
這個石碑展示了一個敘事場景，描繪了國王越過陡峭的山坡進入敵軍領地。左邊描繪了秩序井然的帝國軍隊正按照隊形行進，向潰不成軍的敵方守軍進軍。納拉姆辛被描繪為最重要的人物，聳立於其軍隊和敵人之上，所有目光都注視著他。弱小和混亂的敵軍有人被從山腰上扔下，有人被長矛刺穿，有人在逃竄的同時乞求納拉姆辛寬恕，還有人遭到納拉姆辛踐踏。該石碑應該是為了傳達盧盧比人未開化和野蠻的本質，為的是證明他們的征服有其合理性。納拉姆辛勝利碑目前高度約為兩米，但估計其原始高度可達三米。

## 風格
納拉姆辛勝利碑有兩個獨特之處。大多數描繪征服的石碑是以水平方式展示，國王位於頂部中央。但是，納拉姆辛勝利碑是以對角線的方式描繪勝利，國王仍位於頂部中央，但其他人可以向他仰望。這件作品的第二個獨特之處是，那拉姆辛戴著一頂帶有公牛角的頭盔，或者被描繪成獅臉。在石碑被委製的時代，這種頭盔只有神祇才能佩戴。這個石碑基本上告訴觀眾，納拉姆辛是一位因其神聖地位而取得勝利的征服者。但它也顯示那拉姆辛望向兩顆星星。這表明儘管那拉姆辛是一位神祇，而且達成了迄今為止只有已故國王才能完成的壯舉，但他仍然不是最強大的神祇。

## 重新發現
據信該石碑最初來自西帕爾，但是在伊朗的蘇薩遺址發現。它於公元前12世紀被埃蘭國王舒特魯克·納克杭特帶離美索不達米亞。舒特魯克·納克杭特是石碑所紀念的失敗對象盧盧比人的後裔。他還聲稱親自將石碑搬到了那裡。古老的銘文被保留下來，表達了對納拉姆辛勝利的尊重。然而他確實加入了一段埃蘭的楔形文字銘文，宣示自己的榮耀，並講述掠奪西帕爾城後，這塊石碑是如何被帶出城市的。1898年，法國考古學家雅克·德·摩根挖掘出该石碑，並將其移至巴黎羅浮宫，一直存放到今日。 

## 銘文

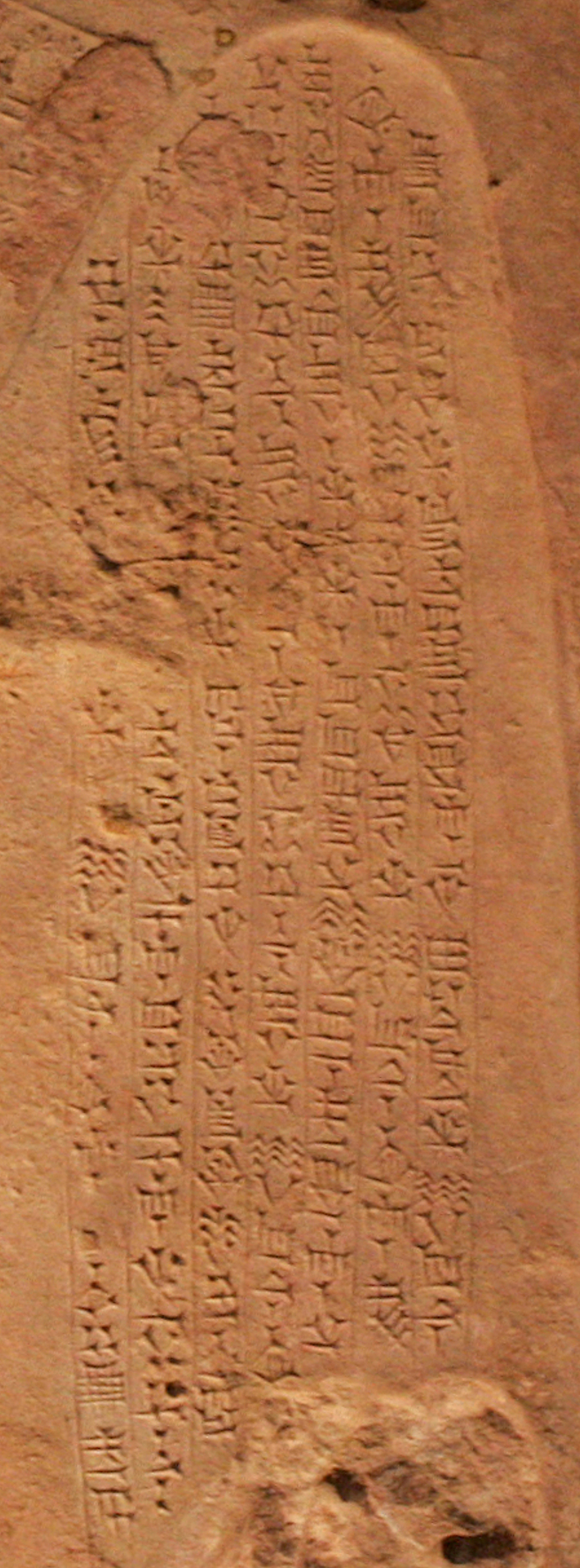
納拉姆辛石碑以埃蘭語書寫舒特魯克·納克杭特的銘文。

納拉姆辛國王頭上的銘文是以阿卡德語書寫的，內容不完整，如下：
「納拉姆辛強者……西杜爾和盧盧比的王子薩圖尼聚在一起，他們對我發動了戰爭。」——納拉姆辛的阿卡德銘文
第二個銘文位於山形錐右側，以埃蘭語書寫，是舒特魯克·納克杭特大約在1000年後所寫，他將石碑帶去埃蘭： 
「我是舒特魯克·納克杭特，哈魯圖什-因舒希納克（Hallutush-Inshushinak）之子，神因舒希納克所喜愛的僕人，安善和蘇薩的國王，擴張了王國，照顧了埃蘭之地，埃蘭之地的主宰者，當神因舒辛納克對我施令時，我擊敗了西帕爾。我掠走了納拉姆辛石碑，將其帶到了埃蘭之地。為了我的神因舒辛納克，我將其獻為祭品。」

## 叙述
石碑上的納拉姆辛被描繪得如同神祇一般。納拉姆辛戴著帶有公牛角的頭盔，顯示出如神般的地位和權威。他受其井然有序地部隊擁護，被手下敗將畏懼。他的面孔是獅子或公牛的臉，象徵著他的力量。他對敵人毫不留情，一名右上角的戰敗者在逃離納拉姆辛時懇求饒命，這其來有自，因為納拉姆辛將一名盧盧比人踢下山後，踩在另一名盧盧比人的屍體上。他用矛刺穿了另一人的脖子，拿著一支箭可能準備要刺穿另一人。盧盧比人與阿卡德士兵形成鮮明對比，他們被描繪為一盤散沙，被組織嚴密的阿卡德人踐踏在腳下。

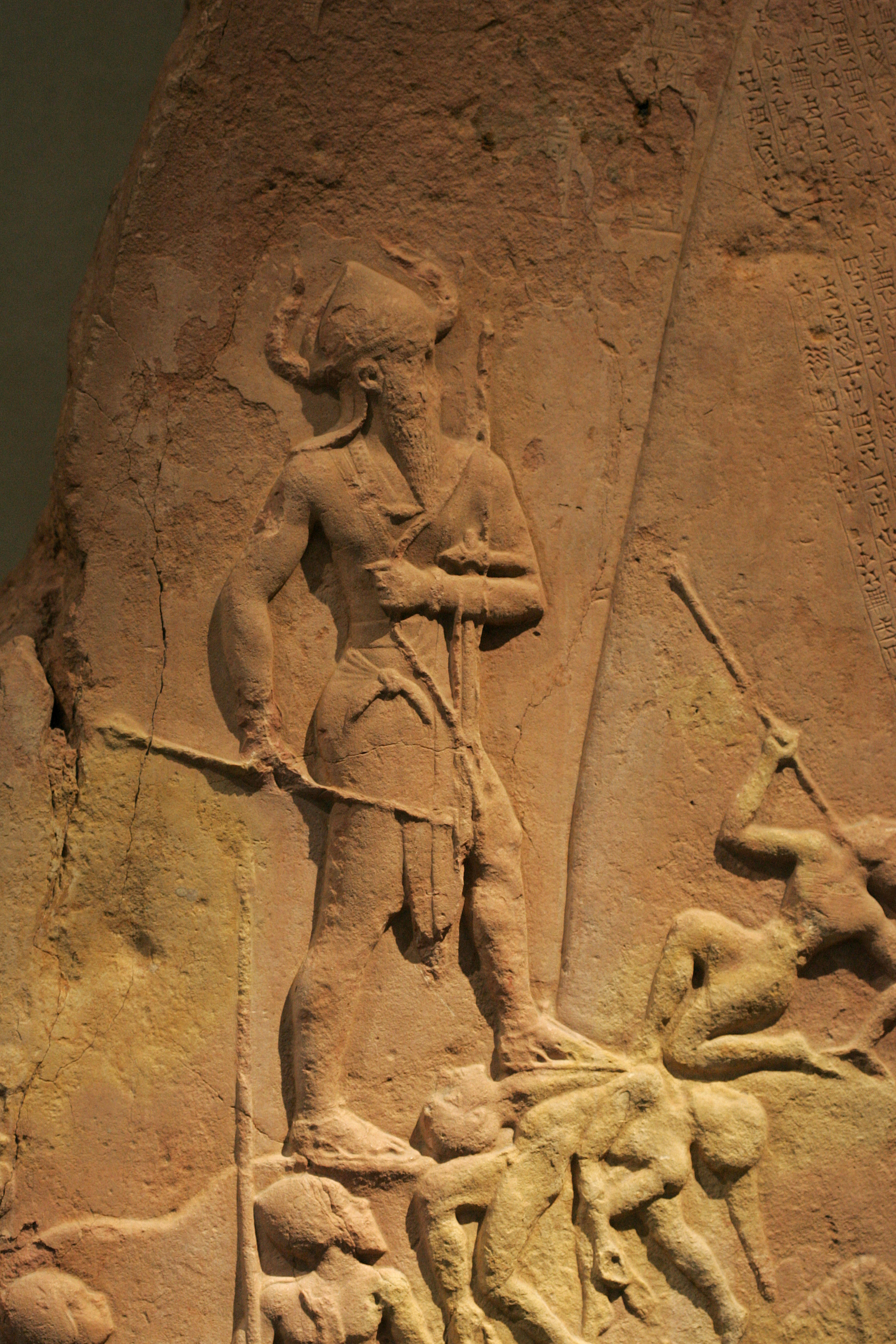
納拉姆辛國王站在盧盧比人的屍體旁（細節）。

兩個軍隊之間畫了一棵當地原生的樹，這首先是為了將戰鬥定位在特定的地點，並有助於為石碑的畫面提供框架。
盧盧比人在摧毀了他們的征服者面前卑躬屈膝，然而征服者卻毫不留情。他們被描繪成一個缺乏紀律的殘破群體，傳達出不文明和野蠻的本性，這反倒為征服提供了理由。他們被視為不文明和野蠻，應該接受更強大的阿卡德人統治。這樣的畫面還可以讓任何想要挑戰國王統治的叛亂分子感到恐懼。這顯示其缺乏憐憫，而且任何抵抗都是徒勞的。

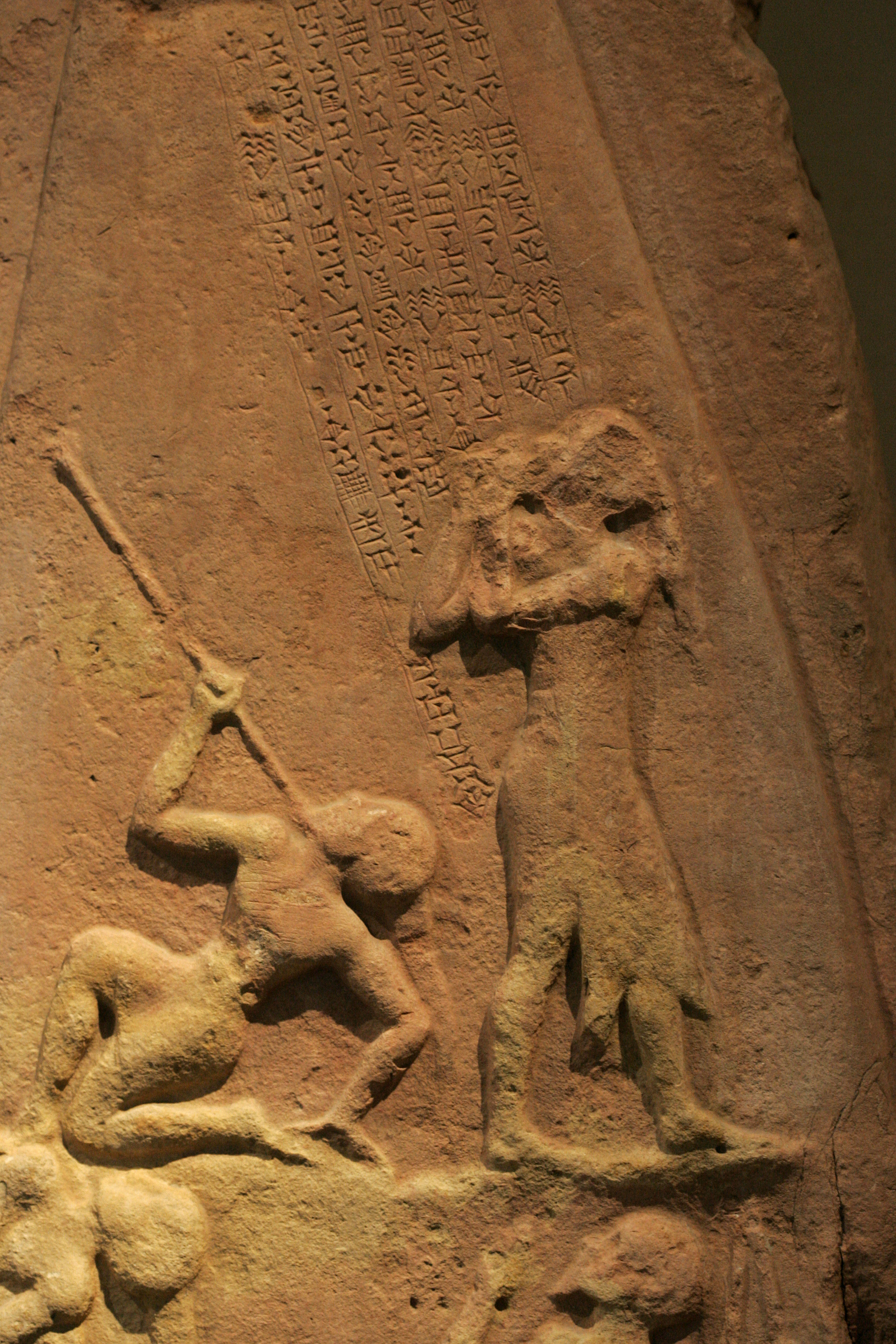
盧盧比國王薩圖尼出現在右側，懇求阿卡德國王饒恕（細節）。 盧盧比的受災者通常留著尖鬍子和長辮子。

在當時的阿卡德藝術中，一個人物戴著公牛角頭盔時通常會被認為是神祇。納拉姆辛在石碑浮雕中就戴著這樣的頭盔，向觀眾展示他是一位神王（god-king）。在山頂上方描繪的三顆太陽形狀的星星代表著神性。石碑原本有三顆星星，由於遭到損壞，現在能看到的星星只剩兩顆。這些太陽形狀的星星由一連串具有八個尖角的星星組成，尖角之間有放射狀的火焰。這些代表著阿卡德神祇太陽神沙瑪什，而祂正在觀看阿卡德人和盧盧比人之間的戰爭。
這類浮雕一貫刻深較淺，不過並不常見於對角線構圖（可與烏爾軍旗的場景相比較）。這也許是為了創造更有趣的構圖，或是為了讓場景中描繪的每個人都能仰望納拉姆辛。納拉姆的公牛角頭盔和更大的體型顯示出他的強大和神聖。考慮到他的神性和神力，太陽可能是賦予其力量的神。
太陽下方的文字是用阿卡德楔形文字書寫的，描繪了阿卡德人戰勝盧盧比人的過程。納拉姆辛率領他的軍隊消滅了最後的盧盧比人，這表明阿卡德人和納拉姆辛確實有多麼強大，是不容小覷的群體。納拉姆辛自視為神，這解釋了為何他被描繪成非常神聖的形象。
另外也有一種可能，石碑描繪的是一場針對奇里乞亞的戰役；最有力的指證是納拉姆·辛的一名士兵所攜帶的戰利品，一件金屬容器的形狀。這件容器不屬於美索不達米亞，與特洛伊和奇里乞亞的安納托利亞工藝品非常相似。這些陶器或金屬容器是在青銅器第三時期早期生產的，大致對應納拉姆辛的統治時期。

## 圖庫

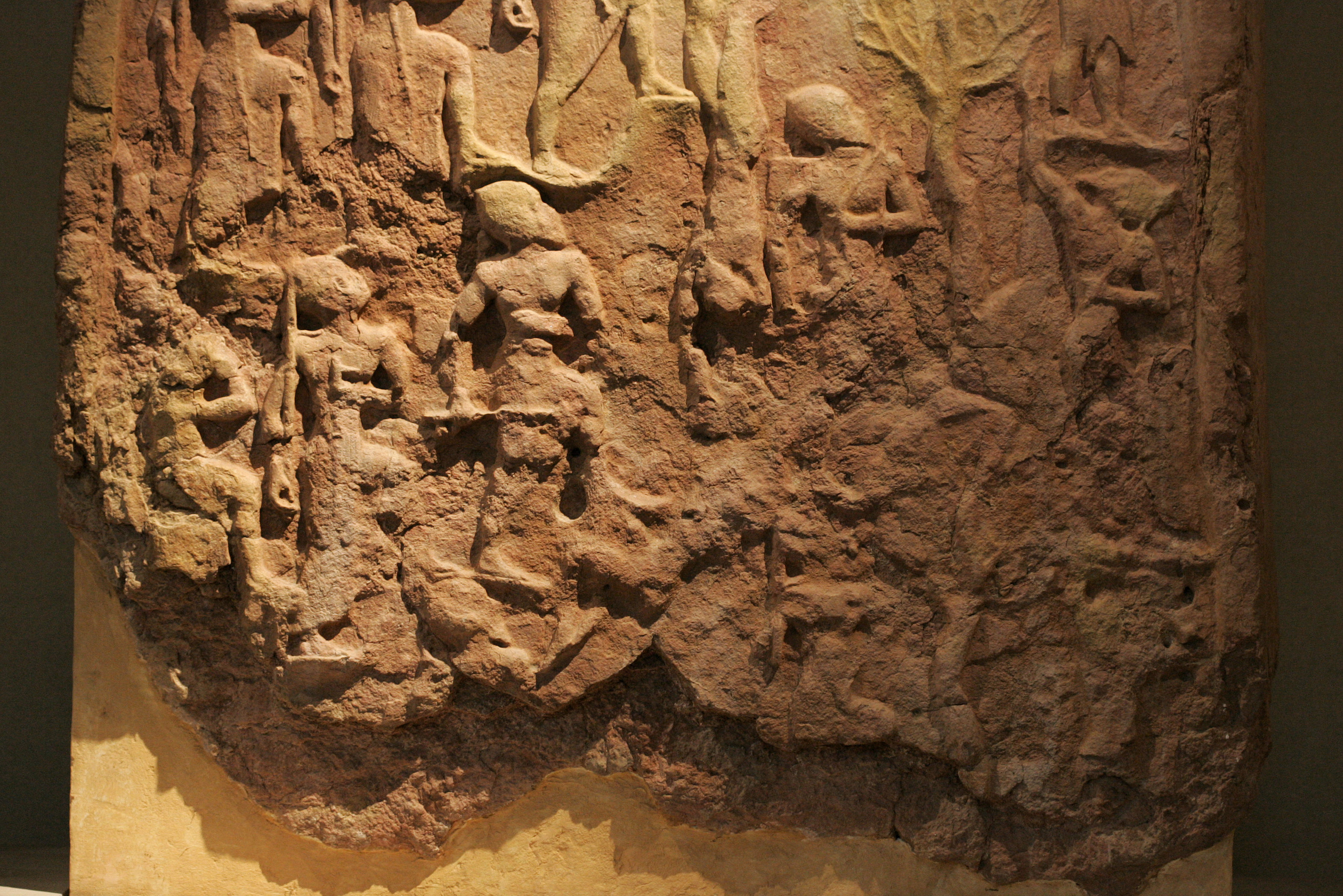
下半部
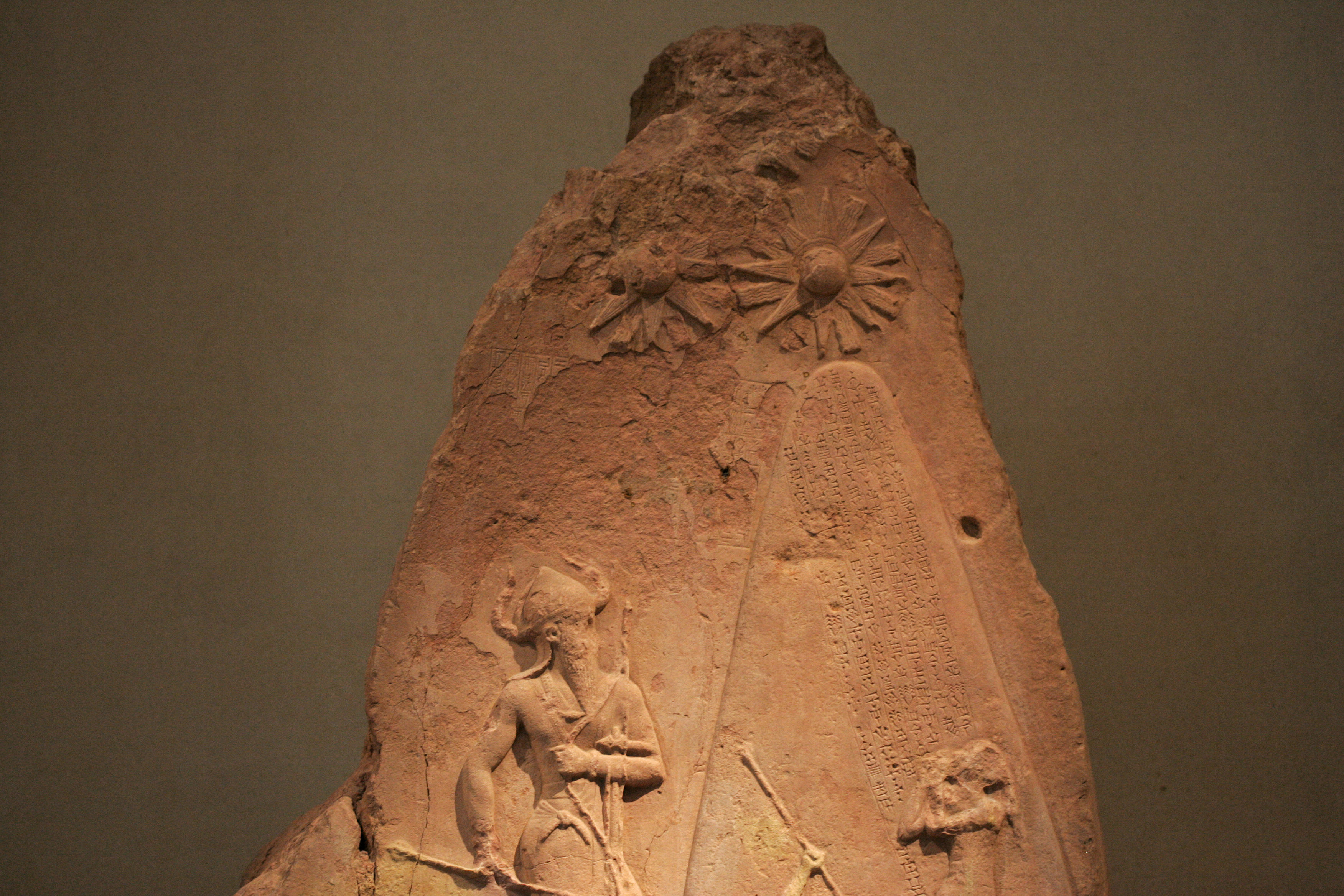
原有3顆星星，今剩2顆
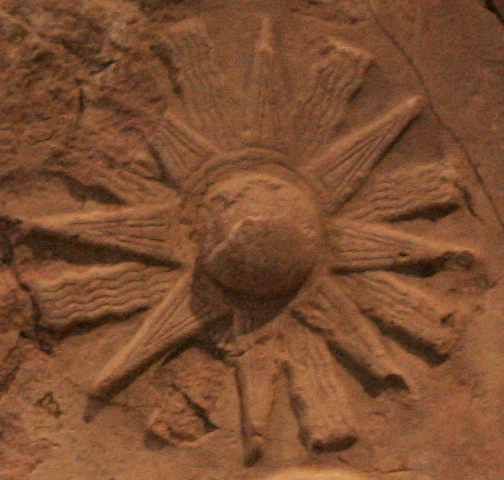
星星細節
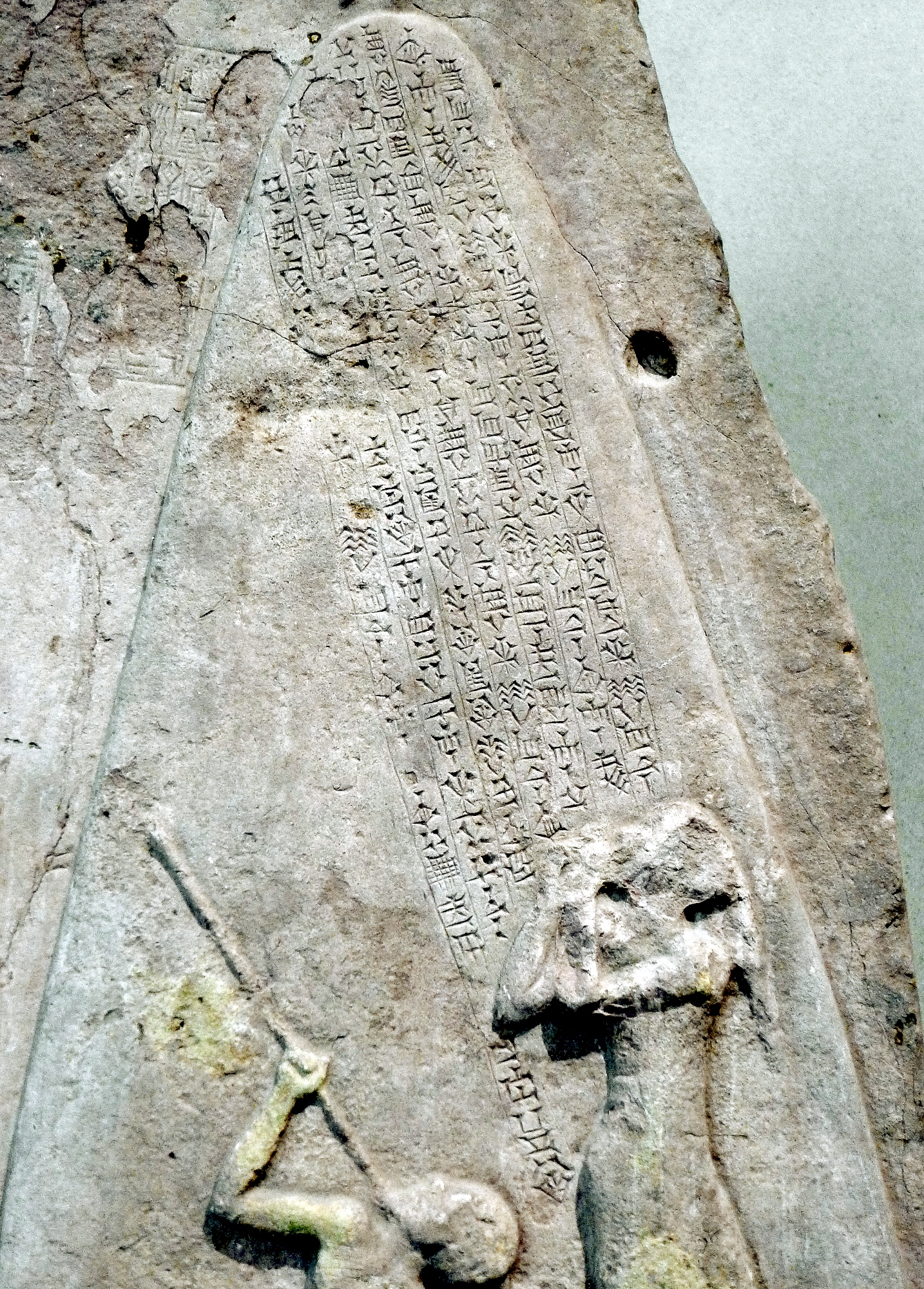
舒特魯克·納克杭特銘的文，公元前12世紀。

## 註記
1. 1 2 3  . American Historical Association. 2 October 2008  [16 May 2013]. （原始内容存档于10 June 2013）.
2. 1 2  Winter, Irene J.. "How Tall Was Naram-Sîn’s Victory Stele? Speculation on the Broken Bottom". Leaving No Stones Unturned: Essays on the Ancient Near East and Egypt in Honor of Donald P. Hansen, edited by Erica Ehrenberg, University Park, USA: Penn State University Press, 2021, pp. 301-312
3. ↑  . www.mtholyoke.edu.   [20 July 2017]. （原始内容存档于2019-02-15）.
4. ↑  Stokstad, Marilyn; Cothren, Michael Watt.  Sixth. Upper Saddle River. 2018. ISBN 9780134475882. OCLC 953927607.
5. ↑  . www.louvre.fr.   [2015-11-16]. （原始内容存档于2020-08-15）.
6. ↑  . 1895: 27 （英语）.
7. ↑  Hamblin, William J. . Routledge. 2006: 100. ISBN 9781134520626.
8. ↑  Mieroop, Marc Van De. . John Wiley & Sons. 2015: 199. ISBN 9781118718230 （英语）.
9. ↑  . Art Time Traveling!. 5 October 2011  [20 July 2017].
10. ↑  Van Dijk, Renate Marian. . Journal for Semitics. 2017-05-09, 25 (1): 33–50. ISSN 1013-8471. doi:10.25159/1013-8471/2525.
11. ↑  Hamblin, William J. . Routledge. 2006: 100. ISBN 9781134520626.
12. ↑  Roux, Georges. . Le Seuil. 1995: 141. ISBN 9782021291636.
13. ↑  "The hair of the Lullubi is long and worn in a thick braid. They wear animal skins, while the Akkadian soldiers wear the proper attire for battle, helmets and military tunics." in Bahrani, Zainab. . Zone Books. 2008: 109. ISBN 9781890951849 （英语）.
14. ↑  . World History Encyclopedia.   [2015-11-16].
15. ↑  . Louvre Museum, Paris.   [2015-11-16]. （原始内容存档于2023-09-28）.
16. ↑  Unknown. Victory of Naram-Sin over the Lullubi Tribes [stele]. Reign of Naram-Sin (ca. 2250 B.C.). Artstor, library.artstor.org/asset/AWSS35953_35953_31679780
17. ↑  Westenholz, Joan Goodnick. . Winona Lake, Ind.: Eisenbrauns. 1997. ISBN 978-1-57506-503-8. OCLC 747412056.
18. ↑  McKeon, John. . Boston Museum Bulletin. 1970, 68 (354): 226–243. JSTOR 4171539.